# Thuken Lobzang Chokyi Nyima
 Thuken Lobzang Chokyi Nyima  (1737-1802) was  een Tibetaans auteur. Zijn beroemdste werk is De Kristallen Spiegel van Filosofische Systemen. Hij was de derde in de reïncarnatielijn van de Thuken Koetoektoe's, in de achttiende eeuw een van de belangrijkste lijnen in de gelugtraditie van het Tibetaans boeddhisme.

## Levensbeschrijving
Lobzang Chokyi Nyima werd geboren in een deel van Amdo dat deel uitmaakte van de Chinese provincie Gansu. Hij werd op driejarige leeftijd geïdentificeerd als de derde Thuken Koetoektoe.  De vorige twee tulku's in die lijn Losang Rapten (overleden  1679) en Ngawang Chökyi Gyatso (1680–1736) waren gevestigd in het klooster van Gönlung Jampa Ling.
Het klooster richtte zich vooral op de Mongoolse Monguor, een groep die zich al in dertiende eeuw in Kokonor had gevestigd. In de achttiende eeuw waren de Monguor in cultureel opzicht al volledig  getibetaniseerd. Thuken Lobzang Chokyi Nyima ging op de leeftijd van vijf jaar dat klooster in en ontving zijn monnikswijding op de leeftijd van dertien van Changkya Rölpe Dorje (1717-1786), de derde in de lijn van de Changkya Koetoektoes. Rölpe Dorje was de belangrijkste adviseur van de Chinese keizer Qianlong (1711-1799) inzake Tibetaanse en Mongoolse aangelegenheden. Lobzang Chokyi Nyima zou ook een leerling van  Rölpe Dorje worden.
In 1755 ging hij studeren aan het Gomang College van het klooster Drepung, het grootste Tibetaanse klooster nabij Lhasa. Na beëindiging van de studie daar werd hij abt van het klooster Shalu nabij Shigatse. In 1761 keerde hij terug naar Amdo en werd abt van het klooster Gönlung Jampa Ling waar hij als vijfjarige zijn intrede had gedaan. Twee jaar later vond zijn eerste reis naar Peking plaats.  Hij hernieuwde de relatie met Changkya Rölpe Dorje en had meerdere ontmoetingen met Qianlong. In 1768 keerde hij naar  Gönlung terug om in 1771 weer naar Peking te vertrekken.
De volgende twaalf jaren reisde hij veel, woonde afwisselend in Peking, Jehol, het zomerverblijf van de keizers en  Gönlung Jampa Ling. Van ongeveer 1785 verbleef hij meestal weer in Amdo. Hij was abt van het klooster Chakhyung en gaf onderricht in het klooster Kumbum. Zijn laatste jaren bracht weer in  Gönlung Jampa Ling door waar hij in 1802 overleed.
In de laatste decennia van zijn leven werd hij door tijdgenoten als beschouwd als de belangrijkste 
lama van Amdo van  die periode.

## Positie
Thuken Lobzang Chokyi Nyima behoorde tot de groep  kosmopolitische lama's die zich zowel in de Tibetaanse, Mongoolse, Chinese en Mantsjoe cultuur thuisvoelden en de verschillen daartussen konden overbruggen. Deze lama's hadden zich ook verbonden aan de ideologische overtuiging van Qianlong dat godsdiensten, dus ook het Tibetaans boeddhisme, in wezen instrumenten waren  die zich (moeten) richten op de pacificatie van allen die in het (Chinese) Rijk leven.
Even na het midden van de 18e eeuw heeft het rijk van de Qing-dynastie zijn grootste omvang bereikt. Vanaf die periode gaan de keizers in hun religieuze politiek een beleid voeren ten aanzien van het syncretiseren van met name boeddhistische en Chinese godheden. In die periode werd het Tibetaans boeddhisme ten aanzien van sommige aspecten beschouwd als het Centraal-Aziatische equivalent van de Chinese religies. Tegen die achtergrond moet een deel van  het literaire werk van Thuken Lobzang Chokyi gezien worden.

## Zijn literaire werk
Een groot deel van zijn werk is gewijd aan tantrische rituelen. Er zijn tientallen werken van hem die handelen over Hayagrīva, Vajrayoginī, Manjushri, Tārā en Avalokitesvara. Hij schreef over onder meer astronomie en de bouw van stoepas. Daarnaast schreef hij de biografie van zijn voorganger in zijn reïncarnatielijn  Ngawang Chökyi Gyatso en kronieken over kloosters.
Er zijn twee werken waar in de hedendaagse vakliteratuur nog regelmatig aan gerefereerd wordt. Het eerste is de biografie van zijn belangrijkste leermeester Changkya Rölpe Dorje. Die laat zien dat ondanks het kosmopolitische karakter van beiden zij ook overtuigd waren van de intellectuele en morele superioriteit van de gelugtraditie en bereid waren die met geweld af te dwingen. In die biografie laat Rölpe Dorje in een droom familieleden van de keizer als gevolg van hun uitnodiging aan een rivaliserende traditie in de hel wedergeboren worden.
Het verreweg bekendste werk van Thuken Lobzang Chokyi is De Kristallen Spiegel van Filosofische Systemen. Het is het meest omvattende overzicht van religieuze en filosofische stromingen in Centraal-Azië, India en China uit de premoderne Tibetaanse literatuur. Het bevat hoofdstukken over Indiase filosofische systemen en ook de tradities uit Mongolië, Khotan en zelfs Shambhala worden behandeld.
Een aantal hoofdstukken zijn gewijd aan de belangrijkste Chinese religieuze en filosofische tradities. De behandeling daarvan leunt sterk op het concept van de Drie Leersystemen (sanjiao) – Confucianisme, Taoïsme en Boeddhisme – en hun veronderstelde fundamentele onderlinge harmonie, dat als een doctrine in met name de achttiende eeuw gold.
Het boek heeft aparte hoofdstukken over de diverse Tibetaanse stromingen Nyingma, Kadam, Kagyu, Sakya, Jonang, Gelug en Bön. Ook hier is de teneur dat de doctrine van de  gelug superieur is aan die van de andere Tibetaanse tradities.
- Gemeinsame Normdatei: 103236600
- International Standard Name Identifier: 0000 0001 2210 7149
- Library of Congress Control Number: n83167015
- Nederlandse Thesaurus van Auteursnamen: 115367462
- Système universitaire de documentation: 087595818
- Virtual International Authority File: 45681799
- WorldCat: E39PBJpv4tyHTvCGCt6VdHQKBP